# Max Thurian
Max Thurian   (Ginebra, 16 d'agost de 1921 - Ginebra, 15 d'agost de 1996) fou un teòleg, fundador, juntament amb Roger Schutz, de la Comunitat de Taizé.

## Biografia
Va fer els estudis de teologia al si de la reforma calvinista. El 1942, en plena Segona Guerra Mundial, coneix Roger Schutz, pastor protestant suís i fundador de la Comunitat de Taizé. Juntament amb ell i cinc germans més, va fer vots de celibat, obediència i comunitat el 1949. A prop del catolicisme durant molt de temps, i sense saber quan es va convertir formalment al catolicisme, Max Thurian va ser ordenat en secret sacerdot catòlic a Nàpols el 3 de maig de 1987 pel cardenal Corrado Ursi, arquebisbe emèrit de la ciutat. Només ho va anunciar al Groupe des Dombes un any després. La revelació d'aquest secret, que es va convertir en l'"assumpte Max Thurian", va sembrar dubtes i va provocar fortes tensions amb els cercles ecumènics protestants francesos. "Esdevé una ferida, fins i tot un trauma insuperable" per a certs protestants francesos que "consideren que Taizé s'ha catolicitzat definitivament" i ja no pot ser un "motor de l'ecumenisme".
La data de la conversió de Max Thurian ha estat controvertida. L'any 1972, Roger Schütz i Max Thurian van rebre la comunió de mans d'Armand Le Bourgeois, bisbe d'Autun. L'any 2006, l'historiador Yves Chiron, proper als catòlics tradicionalistes, va afirmar que Schütz i Thurian haurien fet llavors una professió de fe catòlica, però sense que això fos anunciat públicament. Però el successor de Schütz, Alois Löser, ell mateix d'origen catòlic, contesta aquesta interpretació: afirma que el germà Roger hauria arribat a la comunió amb els catòlics sense conversió formal ni abjuració.
El 30 de setembre de 1992, Max Thurian va ser nomenat membre de la Comissió Teològica Internacional pel Papa Joan Pau II.
Fou un dels primers germans de la comunitat, observador del Concili Vaticà II i artífex del diàleg teològic ecumènic. Convidat per Pau VI per participar en la reforma litúrgica de la missa catòlica. Els seus escrits teològics són abundants. Abordà els temes de Maria descoberta a la llum de l'Escriptura i dels Pares; el sagrament de la Reconciliació, el Matrimoni i el Celibat, i sobretot l'Eucaristia.
El 24 de juliol de 1996 va publicar un article a L'Osservatore Romano en el qual, tot i que mantenia la seva total aprovació a la reforma litúrgica, lamentava que en la seva aplicació pràctica hi havia el risc que la missa perdés "el seu caràcter de misteri".

## Obres
- Thurian, Max. Evangelische Beichte (en alemany).  München: Chr. Kaiser Verlag, 1958.